# Rafael Losano
Rafael Mamprin Losano (10 de octubre de 1997) es un jinete brasileño que compite en la modalidad de concurso completo. Ganó dos medallas en los Juegos Panamericanos, plata en 2019 y bronce en 2023.

## Palmarés internacional
| Juegos Panamericanos | Juegos Panamericanos | Juegos Panamericanos | Juegos Panamericanos |
| Año                  | Lugar                | Medalla              | Categoría            |
| -------------------- | -------------------- | -------------------- | -------------------- |
| 2019                 | Lima (Perú)          | Medalla de plata     | Por equipos          |
| 2023                 | Santiago (Chile)     | Medalla de bronce    | Por equipos          |